# Kaoma (Zambia)
Kaoma – miasto w Zambii, w Prowincji Zachodniej. Według danych szacunkowych na rok 2010 liczy 18.006 mieszkańców. W mieście znajduje się port lotniczy Kaoma.